# César Sampaio
César Sampaio, fullständigt namn Carlos Campos César Sampaio, född 31 mars 1968 i São Paulo, Brasilien, är en brasiliansk före detta fotbollsspelare som avslutade sin karriär år 2004.
César Sampaio är en av de få spelare som spelat för alla fyra storklubbar från São Paulo (Santos, Palmeiras, Corinthians och São Paulo) och en av Palmeiras största spelare någonsin.
Han vann Bola de Ouro (brasilianska Guldbollen) två gånger, 1990 och 1993, och var en del av Brasiliens landslag i Copa America 1993, men blev inte uttagen till VM-truppen 1990 eller 1994.
Han var också en del av Brasiliens trupp som vann både Copa America och FIFA Confederations Cup 1997, och spelade för Brasilien i VM-slutspelet 1998 där han framträdde sex gånger inför finalen, som de förlorade mot värdlandet Frankrike. Han gjorde tre mål i turneringen, ett mot Skottland i gruppspelet, och två mot Chile i åttondelsfinalerna.
César Sampaio har nyligen sagt att han vill bli tränare.[sedan när?]

## Meriter
- Finalist VM 1998 med det brasilianska landslaget
- FIFA Confederations Cup år 1997 med Brasiliens landslag
- Copa America år 1997 med Brasiliens landslag
- Campeonato Brasileiro Série A år 1993 och 1994 med Palmeiras
- Campeonato Paulista år 1993 och 1994 med Palmeiras, samt år 2001 med Corinthians
- Torneio Rio-São Paulo år 1993 och 2000 med Palmeiras
- Asiatiska Cupvinnarcupen år 1995 med Yokohama Flugels
- Asiatiska Supercupen år 1995 med Yokohama Flugels
- Copa do Brasil år 1998 med Palmeiras
- Mercosul Cup år 1998 med Palmeiras
- Copa Libertadores år 1999 med Palmeiras
- Supercopa de España år 2000 med Deportivo La Coruña